# Chiesa della Santissima Trinità (Barumini)
La chiesa della Santissima Trinità, oramai in completo stato di rovina e di cui rimane qualche brandello di muro, è stato un edificio religioso situato nel territorio di Barumini.

## Descrizione
La chiesa è situata presso il ponte romano, a due chilometri a sud-est del paese. La struttura primitiva dell'edificio, di lunghezza 9,30 m, di larghezza 5 metri, di altezza del muro 3 m e spessore murario di 0,60 m, è anteriore al XIII secolo. Nel volume Manno, nell'elenco dei monasteri costruiti nel periodo dei giudici e abbandonati nel XII secolo per lo sviluppo di nuovi ordini mendicanti, viene menzionato un monastero a Barumini, sul luogo della chiesa della Trinità e Angius ricorda una casa adiacente alla chiesa, ospizio dei Trinitari nel XVIII secolo e, molto prima, eremo dei Benedettini.

## Restauri
Nel 1696 è stato restaurato il tetto; la chiesa è stata fabbricata con pezzi di parete e due finestre; tra il 1714 e il 1719 sono stati effettuati restauri generici, nel 1722 sono state riparate le due porte, e nel 1753 l'Arcivescovo de Carretto, il 17 maggio 1752, ha ordinato la riparazione del tetto; nel 1754 è stato ridipinto il quadro da Francesco Casanova, pittore cagliaritano; tra il 1761 e il 1765 sono state effettuate riparazioni agli oggetti di legno, nel 1773 è stato rinnovato il pavimento con fango, e nel 1978 è stato effettuato l'ultimo restauro. Della chiesa oggi rimane il contorno della pianta e la facciata anteriore con l'apertura della porta.
In alto si nota, in forma di cilindro restringente verso l'alto, il sostegno di un'intelaiatura per la campana, la quale veniva suonata dall'interno con una corda fissata attraverso il cilindro stesso. Con un recente scavo dell'archeologo Giovanni Lilliu è venuto alla luce un ingresso in prospetto del presunto ambiente del monastero. Era certamente una chiesetta campestre dalle linee semplici, senza pretese artistiche, anteriore al 1696. La costruzione primitiva è da ritenersi anteriore al XIII secolo. Unita alla chiesa vi era una piccola sagrestia dove è stato trovato un lavatoio con un piccolo canale e una vaschetta, il che dimostra che tale sagrestia è stata fabbricata per scopi provvisori e perciò mai citata.